# 다샤 주코바
다샤 주코바(Dasha Zhukova, 1981년 6월 8일 ~ )는 러시아의 사업가, 편집자이다.